# Köln-Dellbrück (stacja kolejowa)
Köln-Dellbrück – stacja kolejowa w Kolonii, w kraju związkowym Nadrenia Północna-Westfalia, w Niemczech. Znajdują się tu 2 perony.